# میدان شهدا (بیروت)

میدان شهدا (به عربی: ساحة الشهداء)، (به فرانسوی: Place des Martyrs) میدانی است در مرکز تجاری اداری شهر بیروت در لبنان.

## کلیات
میدان شهدا در سال ۱۹۳۱م. به یادبود لبنانی‌هایی که کارگزاران امپراتوری عثمانی در زمان حاکمیتشان بر شامات اعدام کرده بودند میدان شهدا نام گرفت. در دههٔ ۵۰م. میدان را سینماها و کافه‌ها آکنده بودند. در طول جنگ داخلی لبنان، این میدان بر روی خط مرزی‌ای بود که بیروت را به دو نیمه تقسیم می‌کرد.

## تاریخ
میدانگاهی که در ابتدا در جوار یک کاخ و به عنوان ملحقات کاخ بنا شده بود، بعدها مستقل شد، به شهر پیوست و نام میدان برج به خود گرفت.

### از بنای اولیه تا میدان برج
میدان را در زمان امیر فخرالدین مَعَنی دوم در دهه‌های اول تا سوم قرن ۱۷ میلادی بنا کرده‌اند. امیر پس از بازگشت از توسکانی بر آن شد تا به بیروت رنگ و بویی مدرن و اروپایی بدهد و بناها و گذرهای نوی به بیروت افزود، از جمله این میدان که در گوشهٔ آن نیز مهندسان ایتالیایی به فرمان امیر کاخی درخور او بنا کردند، که امروز از میان رفته است. آخرین بازمانده‌های کاخ در سال ۱۹۳۲ در زمان قیمومت فرانسه از میان برداشته شد تا عبود عبدالرزاق به جای آن یک سالن اپرا بنا کند. در زمان احمد پاشا (۱۸۳۱م) پس از بنا کردن برجی بلند در این میدان، آن را میدان برج نامیدند.

### از انقلاب ترکان جوان در عثمانی تا ماشین‌سواری در میدان شهدا
پس از انقلاب ۱۹۰۸ در عثمانی و سرنگونی سلطان عبدالحمید دوم در سال بعد، کاخ که حالا کاخ حمیدیه نام داشت به کاخ اتحاد و باغ-میدانِ جَنبَش به باغ آزادی تغییر نام دادند. البته این نام‌ها عمر درازی نداشتند. چرا که ۸ سال بعد در ۱۹۱۸ میلادی پس از پایان حاکمیت امپراتوری عثمانی بر شامات (و از جمله لبنان) لبنان تحت قیمومت فرانسه درآمده بود و این میدان را به نام امروزیش میدان شهدا نامیدند. در سال ۱۹۳۰ نیز مجسمه‌ای به یادبود شهدای لبنانی که عثمانیان به دار آویخته بودند به میدان افزوده شد. چنان که در راهنماهای گردش‌گری آن زمان آمده، در سال ۱۹۳۲ عصرها مردم با ماشین در میدان شهدا می‌گشتند تا دیده شوند. این میل به گشتن با ماشین در این میدان چنان زیاد بود که کسانی زمین‌هاشان را می‌فروختند تا ماشینی آخرین مدل بخرند.

## امروزه

مجسمه شهید و مسجد الامین در میدان شهدای بیروت

امروزه این میدان به دلیل حضور مجسمهٔ شهدا و نیز مسجد بزرگ و چشمگیر محمدالامین از جاذبه‌های گردش‌گری بیروت به شمار می‌رود. همچنین مزار رفیق حریری در گوشه‌ای از این میدان واقع شده است. این میدان همچنین میعادگاهی برای تجمع‌های سیاسی مردم بیروت از جمله ائتلاف ۱۴ مارس (ائتلاف ضد سوری) به حساب می‌آید.

## نگارخانه